# Чубівка (село)
Чу́бівка — село в Україні, в Черкаському районі Черкаської області, підпорядковане Леськівській сільській громаді. У селі мешкає 246 людей. Розміщене за 24 км від обласного центру, міста Черкаси, за 8,5 км від автодороги Канів — Черкаси — Кременчук, на території урочища Вітряна Гора.

## Геологія
Село розташоване в центральній частині Українського кристалічного щита в межах північно-західної частини Інгуло-Унгулецького антиклінарія. В геологічній будові беруть участь породи двох структурних поверхів — глибоко метаморфізовані та магматичні утворення докембрійського фундаменту нижнього протерозою Кіровоградсько-Житомирського комплексу, які представлені порфіровидними світло-сірими гранітами та осадовими породами кайнозою.
Поблизу Чубівки можна побачити пороги на Тясмині. Тут кристалічні породи виступають на поверхню. Біля Чубівки скелі тягнуться на півсотні метрів, рівень води спадає тут майже на метр. На підмитих Тясмином берегах спостерігаються відслонення з морських черепашок, а іноді напівзітлілі колоди великих дерев.

## Населення

### Мовний склад
Рідна мова населення за даними перепису 2001 року:
| Мова       | Чисельність, осіб | Доля     |
| ---------- | ----------------- | -------- |
| Українська | 238               | 96,75 %  |
| Російська  | 8                 | 3,25 %   |
| Разом      | 246               | 100,00 % |

## Археологічні пам'ятки
За 3 км на захід від села розташований Скіфський курган скіфо-сарматської епохи VII ст. до н. е. — III ст. н. е.

## Жаботинський Свято-Онуфріївський чоловічий монастир
Монастир розташований на південно-східній околиці села біля річки Жаботинка, в урочищі Вітряна Гора. Невідомою залишається точна дата його заснування, однак знаємо, що не пізніше 1706 р., коли за архівними даними Київський митрополит Варлаам Ясинський просив у гетьмана Івана Мазепи заступництва для монастиря, хоча за деякими джерелами обитель існує вже понад 600 років.
У XIX ст. на його території було дві церкви: дерев'яна трьохпрестольна Успіння Богородиці і кам'яна тепла Онуфріївська церква. Церква Успіння, яка була збудована у 1758 р., у XX ст. зазнала руйнації. На сьогоднішній день у доброму стані збереглася трьохпрестольна Онуфріївська церква, яку спорудили у 1810 р. під двома куполами, з вівтарним і дзвіничним приміщеннями, а освячення її відбулося 20 жовтня 1812 р. У 1831 р. церкву відремонтували, а у 1904 р. до храму прибудували два бокові приділи. У південному розмістили престол на честь Покрови Пресвятої Богородиці, а у північному приділі замість престолу розташували жертовник. Центральний престол храму, споруджений на честь святого Онуфрія, зберігся ще з моменту освячення церкви. Храм відзначається оригінальною архітектурою, яка відображала стильові особливості того періоду.
За писемними джерелами, у 1824 р. цю обитель відвідав Тарас Шевченко, поет приїжджав сюди також і дорослим, у 40-х роках XIX ст. У XIX ст. — поч.XX ст. за монастирем було закріплено чималі земельні володіння і господарство, що дозволяло його ченцям займатися благочинністю; у ті часи це був потужний освітній і мистецький центр Південної Київщини.
До 1917 р. територія монастиря розширювалася, однак у 1928 р. його зачинили, а вже у 1929 р. розібрали церкву Успіння Пресвятої Богородиці. У 1944 р. у монастирі жили черниці з Мотронинського монастиря, проте він продовжував свою діяльність лише до 1949 р., пізніше черниць переселили до Лебединського Свято-Миколаївського монасиря. Понад двадцять років Жаботинський монастир стояв пусткою. З 1972 р. Онуфріївську церкву використовували як склад для зерна, храм повернули віруючим лише у 1990 р.
Жаботинська обитель є важливою культовою спорудою, потрапляла у вир історичних подій, таких, як: Коліївщина (1768 р.), Холодноярська республіка (1918 р.), очевидно, відігравала у ті роки певну історичну роль, адже недаремно існує легенда про підземний хід, що з'єднував її з Мотронинським монастирем.
Нещодавно канонізували трьох новомучеників, діяльність яких була тісно пов'язана з цією обителлю — це Даміан (Тимофій) Храпаченко, Федір Киба і Кипріян Олійник, які загинули у 1937—1938 р.
На сьогоднішній день це чи не єдиний великий чоловічий монастир у Черкаській області. У 1995 р. розпочалося активне відновлення монастиря та реставрація Онуфріївської церкви.
Особливістю цього монастиря є те, що на його території знайдені печери і підземна церква святого Миколая. У 1996—2000 р. печери ретельно вимили і почистили від наносного ґрунту, а черкаські археологи ґрунтовно їх дослідили, з'ясувавши протяжність печер загальною довжиною понад 70 м. За переказами, Онуфріївський монастир мав підземне сполучення з Холодним яром, до якого майже 15 кілометрів. Ченці планують укріпити підземні ходи цегляною кладкою і спорудити дзвіницю. В обителі тепер будуються келії, готується готель для приїжджих туристів, оновлено монастирський сад, поступово почало відновлюватися його господарство.[джерело?]

### Опис ЧУБІВКИ-КОЗАЦЬКОЇ
Ця редута (назва оборонних укріплень, які звели козаки — називається козацький редут, на цьому рубежі несуть службу козаки, які за принципом ротації прибувають до Січі з різних регіонів, щоб забезпечувати охорону табору), звана Чубовою редутою, або Чубівкою, була одна з тих, які козацтво ставило на пограниччі земель татарської орди. Вони мали на меті не лише зорити за рухами татар, але ще в разі татарського набігу орду здержувати, а то й нищити. В редути звичайно посилано із Запорозької Січі відділи запорожців, які змінялися.
З Чубівкою було інакше. Тут засів запорозький сотник Іван Чуб. Він її побудував, і випосажив у всі потреби, і не хотів звідсіля рушатися. Навпаки, він завів тут козацьку школу на подобу Січі. Сюди приходили молоді люде, хто мав охоту козакувати, й тут під умілою рукою сотника, під умілою й твердою рукою осавула Касяна Бай бузи ставали справжніми козаками.
Таких вишколених у воєнному ремеслі людей посилав сотник час від часу на Січ з окремим реєстром. Хто в той реєстр попав, приходив на Січ не як новик, а як козак-товариш.
Чубівка лежала на правому березі Синюхи, що впливала до Бога. То був чотирикутник, окопаний із трьох боків високим валом. З четвертого боку притикала вона до великого лісу. З того боку була забезпечена ровами, засіками, вовчими долами і такими іншими штуками. В потребі можна було випустити з недалекої Синюхи воду, а тоді цілий простір між лісом і редутою заливала широко вода. Щоби остерегти добрих людей, що не туди дорога в редуту, понастромлювано на краю лісу на тичках черепи з татарських голів.
На двох рогах валів редути стояли наріжники, де містились по дві гармати. Вали були порослі терниною і дикою рожею, а на верху дубові палісади з дірами до стріляння. Навкруги валів був широкий рів, а в ньому застромлені кінчасті коли. Хто в той рів упав, мусив застромитися на палі. В редуту вело двоє воріт з противних боків, з мостами до підношення на ланцюгах. У ворота заходилося попід земляний вал.
Редута виглядала зверху, мов який ліс.
Всередині стояла хата сотника з приліпленим до неї куренем. Хата була широка, присадкувата. Крім тих двох кімнат, які вже знаємо, була тут і комора, від якої ключ носив або сотник, або, коли його не було, його вірний товариш Касян. З комори тої, де хазяїн ховав свої скарби, входилося в таємний хідник глибоко і далеко попід землю — геть аж до лісу серед великої гущавини. Коли б у редуті неможливо було вдержатися, то можна було втекти тим льохом у ліс, а тоді поминай, як звали.
У самих валах, довкруги невеликого майдану, містилися будинки й стайні та склади на хліб і пашню, бо Чуб завів своє хазяйство. Зараз за редутою, по другу сторону ріки, були розлогі поля з усяким хлібом і пасовиська для товару й коней.
В редуті був військовий січовий порядок. Були поготівля й сторожі. Як лише сторожний козак помічав небезпеку — давав умовлений знак. Тоді робітники утікали з поля, скотарі й конюхи заганяли товар і коні всередину редути. Підносили міст і зачиняли ворота. Ця редута стояла близько буджацької орди, й частенько стрічала непроханих гостей оловом.
Згадати б ще, що крім хати всі будівлі були вкриті землею, й ніяким способом не можна їх було іззовні підпалити.
Ніхто тут не дармував і не нудьгував. Кожний мусив робити, до чого його приставили. Робота була розложена на кожну годину, а хто би зробив не так, стрінувся з твердою рукою Касяна, який побоїв не жалував.
Сотник Іван Чуб, чоловік п'ятдесяти років, невеликого росту і кремезний, довгі роки працював і думав над тим, як свою редуту зробити нездобутою. Завжди щось уліпшував і щось нового додавав. Його зброївня мала всього подостатком, а хліба, солоної риби, в'яленого м'яса, меду, було стільки, що можна було перетримати облогу цілий рік, коли не більше.
Слава Чубової школи розходилась по цілій околиці. Охотників було стільки, що сотник не міг вибрати, бо більше, як стокілька людей не хотів приймати.
Сам сотник, славний низовий лицар, був м'якої вдачі. Хотів, щоби кожному було добре. Любив поговорити і пожартувати, і для того може би не вспів завести воєнної карності, якби не старий Касян. Той завжди дивився на всіх бісом, був непривітний, воркотун і дуже строгий до себе і других. Ті супротивні вдачі двох людей доповнялися дуже добре. Не раз, як Касян починав воркотіти, то сотник тільки махав руками і втікав у світлицю. Касянові було все вільно. Зате ніхто так не їздив на коні, хоч би який дикий, ніхто так у ціль не потрапив, ніхто так роз'їзду не провадив, язика не дістав, як старий Касян. Козаки вважали Касяна за характерника, дуже його боялися, але поважали його за його лицарські прикмети. Відважний, що самого чорта б не злякався. Не завагався б піти до самого Царгорода і висмикати султанові бороду, коли б йому сотник це приказав. Але й кожний йому підчинений мусив виконати приказ, хоч би прийшлося і голову покласти. Тому-то з Чубової редути виходили славні лицарі, і на Січі мали велику пошану…
Андрій Чайковський. «Сагайдачний».